# Mount Baker
Mount Baker, nebo také Kuma Kulšan, jak zní jméno, které jí dali původní obyvatelé, konkrétně kmeny Lummijů, je aktivní ledovcový andezitový stratovulkán patřící mezi Kaskádové sopky a Severní Kaskády v americkém státě Washington. Jedná se o druhý nejaktivnější vulkán ve Spojených státech po Mount St. Helens. Zhruba 50 kilometrů východně od Mount Baker se nachází město Bellingham. Hora je nejmladší sopkou na svém sopečném poli, na kterém sopečná činnost přežívá již 1,5 milionu let. Nynější ledovcový kužel je osmdesát až sto čtyřicet tisíc let starý. Většina ostatních sopek v blízkosti vymizela působením ledovců.
Po Mount Rainier je Mount Baker nejzaledněnějším vrcholem Kaskádových sopek, objem sněhu a ledu na hoře se pohybuje okolo 1,8 km³ a je tak vyšší než u všech ostatních Kaskádových sopek s výjimkou Mount Rainier dohromady. Mount Baker je rovněž nejzasněženějším místem světa, když v zimě 1999 naměřili ve čtrnáct kilometrů vzdáleném lyžařském středisku světový rekord 30 metrů sněhu za jednu zimu.
Se svými třemi tisíci dvěma sty a pětaosmdesáti metry je třetí nejvyšší horou státu Washington, pokud ovšem nepočítáme Little Tahoma Peak, který roste společně s Mount Rainier. Mount Baker se nachází v divočině Mount Baker a můžeme ho spatřit až z Vancouveru, Victorie, Seattlu a za pěkného počasí také z Tacomy.
Původní obyvatelé znali horu přirozeně už několik tisíc let, ale byli to až Španělé, kteří o ní podali první písemnou zmínku. V roce 1790 ji Gonzalo López de Haro na své mapě označil Gran Montaña de Carmelo po Karmelitské monasterii. O dva roky ji pojmenoval britský mořeplavce George Vancouver po třetím poručíkovi lodě HMS Discovery Josephu Bakerovi, který ji jako první spatřil 30. dubna 1792.

## Historie

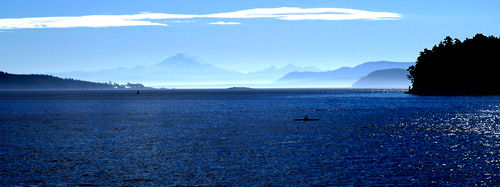
Mount Baker, tyčící se nad panoramatem Georgijské úžiny.

Mount Baker je velice známá indiánským kmenům Severozápadu USA a jižní Britské Kolumbii. Lummijové ji pojmenovali Koma Kulšan (zatímco Koma znamená „bílý strážce“ (hora), Kulšan je „proražená rána“ (kráter)), Nuksekové Quk Sam-ik („hora“) a Skagitové Koba (opět „bílý strážce“). Mount Rainier nese indiánské jméno Takoma, což vlastně znamená „vyšší než Koma“.
V roce 1790 se španělský námořník Manuel Quimper rozhodl vyplout ze svého osídlení na Vancouverově ostrově za účelem průzkumu nově objevené úžiny Juana de Fucy. S Quimperem se na cestu mimo jiné vypravil také Gonzalo Lopez de Haro, který zatím kreslil detailní mapu šestitýdenní expedice. Přestože se Quimper ve svém deníku o Mount Baker nezmiňoval, její náčrt byl nalezen mezi de Harovými nákresy. Španělé nazvali horu La Gran Montana de Carmelo, protože její sněhobílý vrcholek jim připomínal bíle oděné mnichy z Karmelitské monasterie.
Britský průzkumník George Vancouver se na cestu z Anglie vydal o rok později s misí prozkoumat západní pobřeží Severní Ameriky, ke kterému se dostal až v roce 1792. Vancouver kotvil u Dungenesské kosy na jižním pobřeží úžiny Juana de Fucy, odkud ji pozoroval třetí poručík Joseph Baker, jehož pozorování zachycoval Vancouver do svého deníku, který vyšel o šest let později v tištěné podobě. V polovině devatenáctého století už byla hora známým bodem pro průzkumníky a obchodníky, kteří cestovali regionem Pugetova zálivu.

### Horolezectví
Edmund Thomas Coleman, Angličan žijící v kanadské Victorii a alpský veterán, se poprvé pokusil o výstup na horu v roce 1866. Vybral si cestu údolím řeky Skagit, kudy ho ale odmítli pustit Indiáni, a tak se musel vrátit dolů.
Později ve stejný rok se Coleman vrátil do okresu Whatcom, kde nabral Edwarda Eldridge, Johna Bennetta a Johna Tennanta, kteří mu měli pomoct s výstupem. K hoře se skupinka přiblížila údolím severního ramene řeky Nooksack a poté se přes Colemanův ledovec dostali až několik set metrů pod vrcholek, odkud se vrátili kvůli nebezpečnému převisu sněhu a ohrožujícímu počasí. O dva roky později se Coleman opět vrátil, tentokrát ho s Eldridgem a Tennantem doprovázeli David Ogilvy a Thomas Stratton. Ve čtyři hodiny odpoledne, 17. srpna 1868 se dostali na vrcholek hory přes prostřední rameno řeky Nooksack, Sviští hřeben, Colemanův ledovec a severním průsmykem Římské zdi.

## Geologie

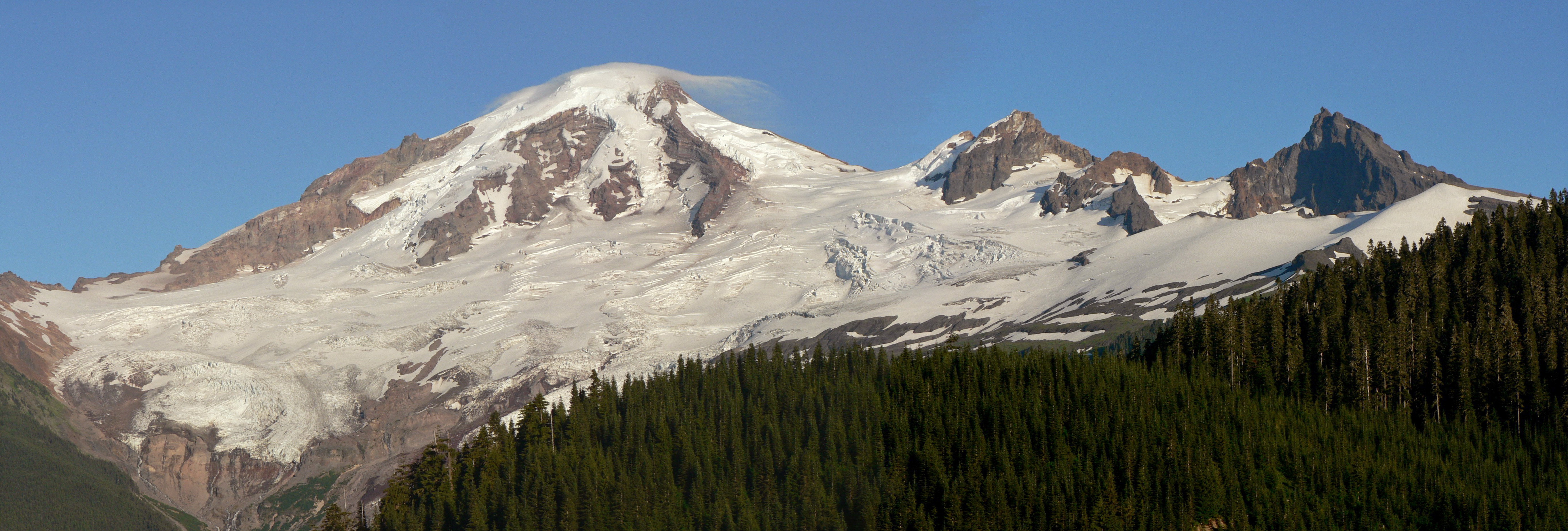
Mount Baker tvoří tři vrcholky vyrůstající ze základů starodávné sopky zvané Black Buttes.

Nynější kužel Mount Baker je relativně mladý, pravděpodobně méně než sto tisíc let. Sopka leží na vrcholu staršího podobného kužele, zvaného Black Buttes (černé kopce), který byl aktivní od doby před pěti sty tisíci lety do doby před třemi sty tisíci lety. Mnoho z dřívějších geologických záznamů hory bylo erodováno v poslední době ledové, před zhruba dvaceti tisíci lety tlustými ledovými příkrovy, které vyplňovaly okolní údolí a obklopovaly vulkán. V posledních čtrnácti tisících letech bylo okolí hory převážně bez ledu, sám vrcholek hory ale zůstává stále zasněžený a ledový.
Izolované hřebeny lávy a hydrotermicky změněné horniny, především v oblasti Shermanova kráteru, jsou odkryty mezi ledovci především v horní části hory, zatímco nižší části jsou příkré a zarostlé. Vulkanické horniny Mount Baker leží na základech nevulkanických hornin.
Usazeniny zaznamenávající posledních čtrnáct tisíc let historie hory ukazují, že Mount Baker neměla tak explozivní erupce jako zbytek hor, které patří mezi Kaskádové sopky, jako např. Mount St. Helens, Mount Meager nebo Glacier Peak, ani neeruptovala tak často. Během této doby byly zaznamenány čtyři období magmatické eruptivní aktivity.
Magmatické erupce vymrštily do vzduchu pyroklastický materiál, pyroklastický proud a lávu z průduchů na vrcholu a ze sypaného kuželu na Schrieberových loukách. Nejdestruktivnější a nejčastější události na Mount Baker byly lahary, proudy sutě a laviny sutě, z nichž byla většina vyvolána magmatickými erupcemi, ale mohly je zavinit také magmatické intruze, parní erupce, zemětřesení, nestabilní gravitací, nebo také těžkým deštěm.

### Rané erupce
Průzkum, který začal v devadesátých letech minulého století, ukazuje, že Mount Baker je nejmladší sopkou ve své oblasti a jednou z nejmladších sopek Kaskádového pohoří. Pliocénová Hanngeanova kaldera se nachází 25 kilometrů severovýchodně od hory. Sopečná aktivita Mount Baker začala již před více než milionem let, ale hodně z rané lávy a pyroklastického materiálu již bylo odstraněno ledovcovými erozemi. Bledě zbarvené horniny severovýchodně od hory označují místo, kde se nachází starobylá Kulšanská kaldera, kterou zničila obrovská erupce popelu před jedním milionem let. Následující erupce v oblasti vytvořily kužely a proudy lávy z andezitu, který vytvořil také mnoho dalších sopek v Kaskádovém pohoří, např. Mount Rainier, Mount Hood, nebo Mount Adams. Od doby před devíti sty tisíci lety až dodnes se v oblasti vyskytují a mizí andezitová vulkanická centra. Největším z těchto kuželů byly Black Buttes, které bývaly vyšší než dnešní Mount Baker, která stojí na jejich základech.

### Moderní krátery a kužel
Mount Baker byla postavena z hromad lávy a brekcie před poslední dobou ledovou, která skončila před patnácti tisíci lety. Na hoře se nacházejí dva krátery. Zaledněný kráter Carmelo se nachází pod vrcholovou ledovou klenbou. Tento kráter je zdrojem posledních erupcí, které stavěly kužel. Nejvyšší bod hory, Grantův vrchol, se nachází na odkrytém jihovýchodním okraji kráteru, který je malou hromadou andezitické škváry, která leží na větší hromadě lávy. Na jihu s Carmelem sousedí mladší Shermanův kráter, který je jižně od vrcholu a jeho ledové dno leží 300 metrů pod vrcholovou ledovou klenbou. Tento kráter je lokalitou veškeré holocénové aktivity. Stovky otvorů vypouštějí do vzduchu plyny, především H2O, CO2, a H2S.
Proudy lávy vytékaly z vrchních otvorů před třiceti a deseti tisíci lety a zavalité pyroklastické proudy vstoupily do jihovýchodních odtoků od sopky. Erupce Shermanova kráteru před šesti tisíci a šesti sty lety vychrlila popelovou pokrývku, která se rozšířila až 64 kilometrů na východ. Dnes se plyny obsahující síru dostávají na vzduch přes dvě fumarolové cesty – kromě Shermanova kráteru také přes Dorrovy fumaroly, které leží severovýchodně od vrcholku. Na obou místech probíhá hydrotermální přeměna lávy na slabý, bíložlutý jíl, zatímco síra je zde obvyklým minerálem. Rozpady této slabé látky vyvolaly ve čtyřicátých letech devatenáctého století v Shermanově kráteru lahary.

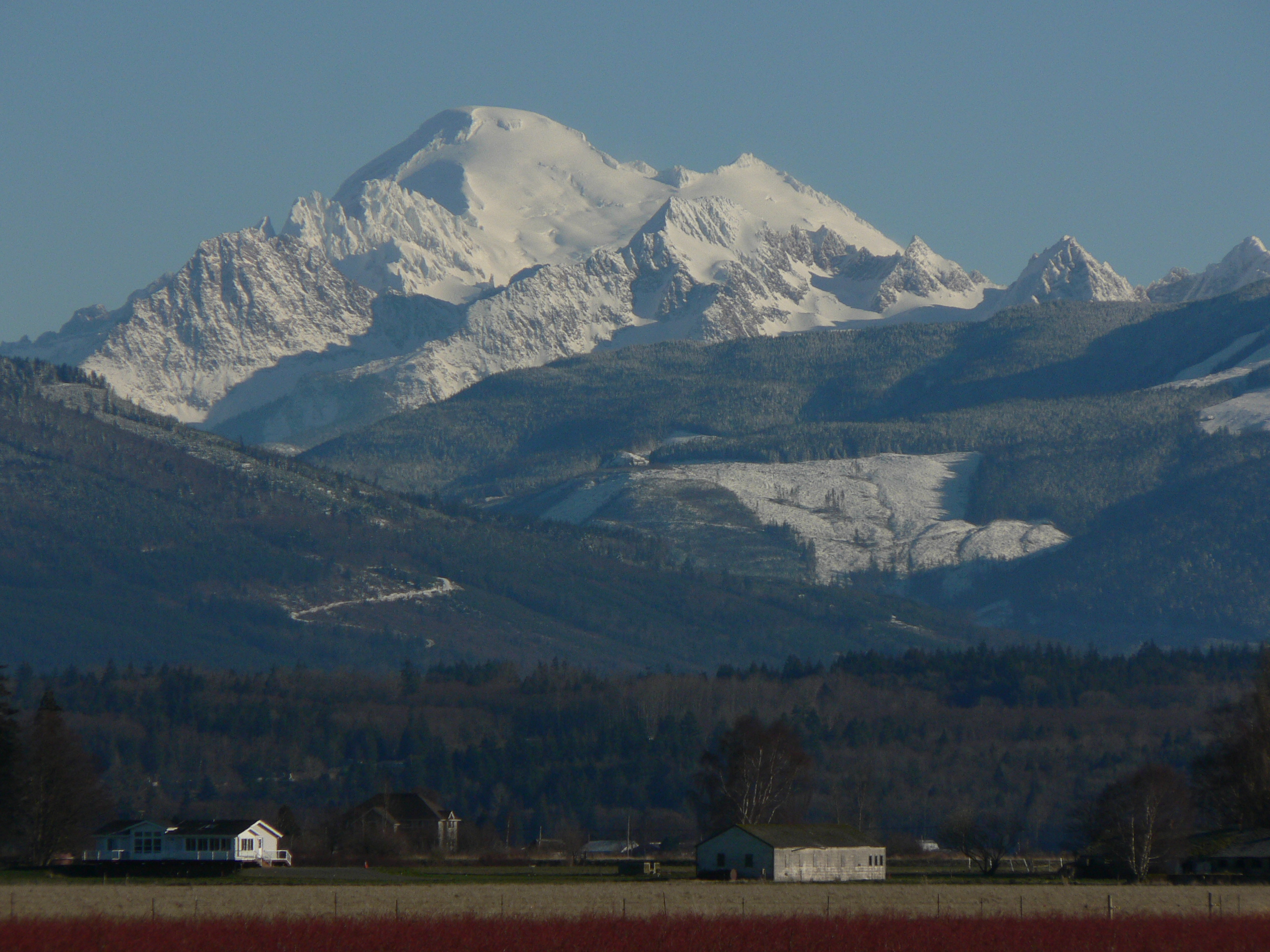
Mount Baker z města Bay View.

### Mazamské období erupcí (před 6 600 lety)
Před asi šesti tisíci a šesti sty lety se série samostatných událostí změnila v největší tefruchrlící erupci po poslední době ledové. Jedná se o poslední část magmatické aktivity, která byla geologicky zaznamenána. Nejprve se v oblasti Římské zdi odehrálo největší sesutí v historii vulkánu, které se nakonec přeměnilo v lahar, který byl na horním toku prostřední větve řeky Nooksack až 91 metrů hluboký. 48 kilometrů daleko od sopky byl lahar nejméně 7,6 metru hluboký. V té době nejspíš řeka Nooksack proudila do řeky Fraser, takže není pravděpodobné, že by se lahar dostal do Bellinghamova zálivu. Po sesutí se odehrála malá hydrovulkanická erupce v Shermanově kráteru, která ale vyvolala sesutí východně od Římské zdi. Toto sesutí vyvolalo další lahar, který asi 32 kilometrů následoval cestu jeho předchůdce, ale také zalil koryto řeky Baker. Popel z erupce se dostal až 64 kilometrů na východ a severovýchod.

### Moderní historie
V Shermanově kráteru se odehrálo několik erupcí v devatenáctém století, které byly dosvědčeny obyvateli Bellinghamu a okolí. Jednou z prvních zaznamenaných erupcí ale je možná erupce v červnu 1792, kterou popsali ve svém deníku španělští mořeplavci Dionisio Alcalá Galiano a Cayetano Valdés y Flores, kteří ji sledovali z Bellinghamova zálivu.
V roce 1843 průzkumníci zaznamenali déšť úlomků hornin, který vypadal, jako by zasněžil zem, a také velký lesní požár. Není pravděpodobné, že by byl požár způsoben deštěm popele, jelikož v exponátech tohoto jemnozrnného vulkanického popele, který byl zchlazen v atmosféře před pádem na zem, nebyl nalezen žádný spálený materiál. Řeky jižně od Mount Baker byly ucpané popelem a původní obyvatelé zaznamenali, že zahynulo mnoho lososů. Záznamy o záplavách na řece Skagit jsou ale nejspíš velmi přehnané. Krátce poté se odehrály dva sesuvy na východní straně Shermanova kráteru, které vytvořily lahary. První z laharů byl větší a proudil do nyní přehrazeného Bakerova jezera, jehož hladinu zvedl o tři metry. Podobná, ale ne tolik nebezpečná hydrovulkanická aktivita v Shermanově kráteru pokračovala několik dalších desetiletí.
V roce 1891 se odlomila skála o objemu asi 15 km³ a vytvořila lahar, který urazil téměř deset kilometrů a pokryl 2,6 km².
Aktivita se v dvacátém století oproti devatenáctému snížila. Početné malé sutinové laviny padaly ze Shermanova vrcholu přes Boulder Glacier, největší se odehrála na konci července 2007. Na začátku března 1975 se dramaticky zvýšila fumarolická aktivita a tání sněhu v oblasti Shermanova kráteru, které zvýšily obavy, že se blíží hrozba v podobě erupce. Proud tepla se zvýšil až desetkrát. Bylo nainstalováno dodatečné sledovací zařízení a také bylo provedeno několik geofyzických průzkumů, které sledovaly pohyb magmatu. Zvýšená tepelná aktivita přiměla civilní úřady a dodavatele elektřiny Puget Power dočasně uzavřít populární turistickou lokalitu Bakerovo jezero a snížit jeho hladinu o deset metrů. Kdyby toto nebylo provedeno, větší sutinové laviny ze Shermanova kráteru by vyvolaly vlnu, která by připravila o život několik lidí a také by poničila přehradu na konci jezera. Kromě zvýšeného tepelného proudu bylo při geofyzických průzkumech zaznamenáno také několik anomálií, ale žádné předběžné aktivity nenasvědčovaly tomu, že by magma stoupalo k povrchu. Několik malých laharů ze sutin a kyselé vody vytékalo do Bakerova jezera v dalších několika měsících.
Aktivita v dalších dvou letech klesla, ale stabilizovala se na vyšší hodnotě než před rokem 1975. Zvýšená fumarolická aktivita se v oblasti nadále vyskytovala, ale nebyly nalezeny žádné důkazy o pohybu magmatu.

### Nynější výzkum sopky

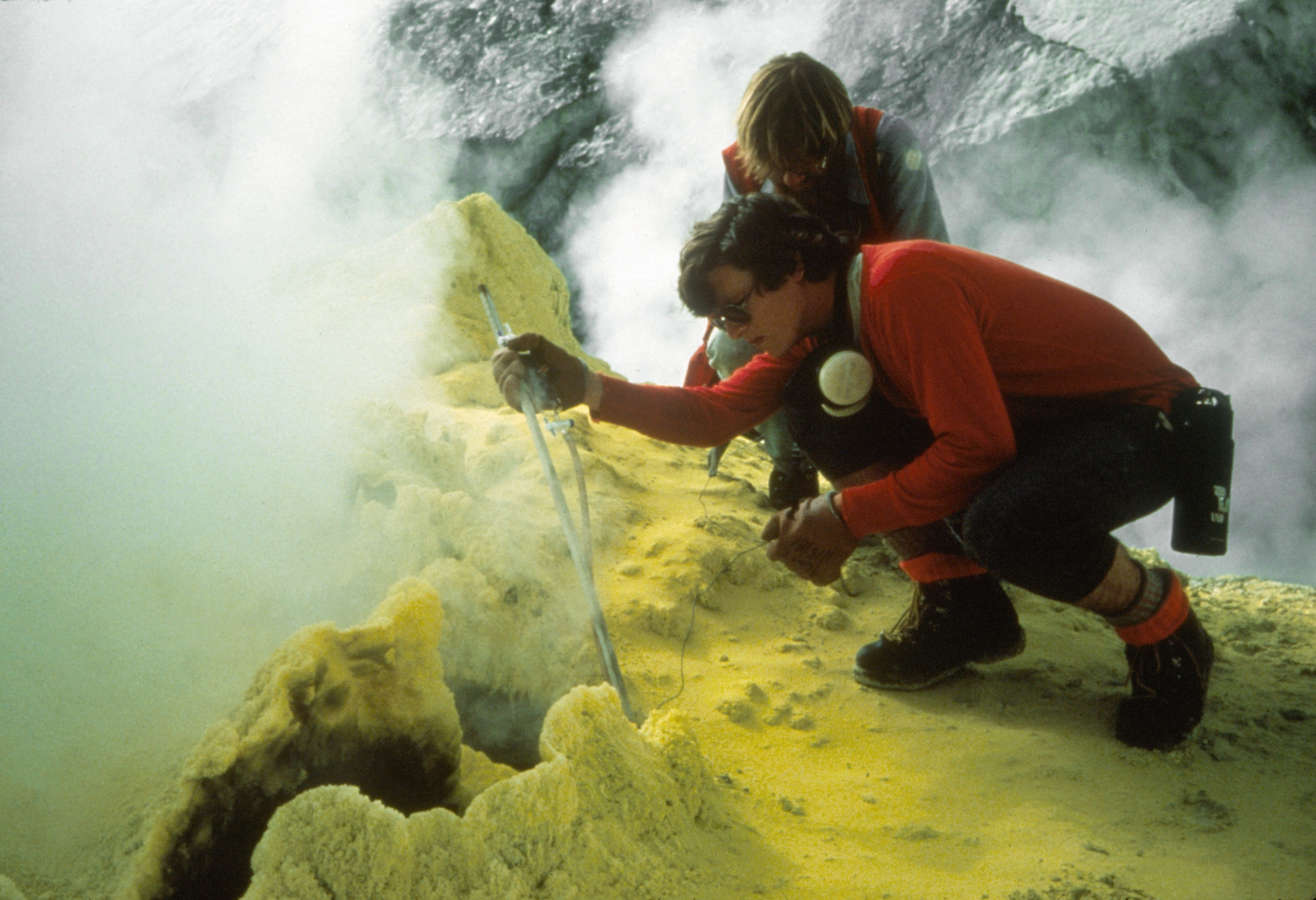
Vzorkování fumarolických plynů v roce 1981.

Mnoho výzkumů bylo na hoře provedeno v posledním desetiletí a tak je Mount Baker jedním z nejlépe prostudovaných Kaskádových vulkánů. Nedávné a nynější projekty zahrnují gravimetrické a geodetické sledování na bázi GPS, vzorkování fumarolického plynu, mapování tefrového rozšíření, nová vyhodnocení lávového proudu na Schreiberových lukách a analýzy nebezpečí. Mapování obou hlavních kráterů a eruptivní historie také pokračuje. Výzkumové centrum sopky (viz Externí odkazy) nabízí internetový archiv výtahů z výzkumných projektů s rozsáhlým seznamem zdrojů a fotografiemi.

### Ledovce a hydrologie
Na hoře se nachází deset významných ledovců. Největším je Colemanův ledovec, který pokrývá 5,2 km². Mezi další ledovce s rozlohou více než 2,5 km² patří Rooseveltův ledovec, Mazamský ledovec, Parkův ledovec, Balvanový ledovec, Eastonův ledovec a Demingův ledovec. Všechny ledovce ustupovaly v první polovině minulého století, načež 25 let postupovaly a od roku 1975 opět rychle ustupují.
Mount Baker je odvodňována severním ramenem řeky Nooksack na severu, prostředním ramenem řeky Nooksack na západě a přítoky řeky Baker na jihu a východě. Bakerovo jezero a jezero Lake Shannon jsou dvěma největšími vodními plochami v okolí a jsou tvořeny dvěma přehradami na řece Baker.